# Je suis las de tuer tes amants
Pour plus de détails, voir Fiche technique et Distribution.
Je suis las de tuer tes amants (Κουράστηκα να Σκοτώνω τους Αγαπητικούς σου (Kourastika na skotono tous agapitikous sou)) est un film grec réalisé par Nikos Panayotopoulos sorti en 2002.

## Synopsis
Théophilos, un éditeur, est accusé d'avoir assassiné Sia, une ravissante chanteuse de cabaret.

## Fiche technique
- Titre original : Κουράστηκα να Σκοτώνω τους Αγαπητικούς σου (Kourastika na skotono tous agapitikous sou)
- Titre français : Je suis las de tuer tes amants
- Réalisation : Nikos Panayotopoulos
- Scénario : Nikos Panayotopoulos
- Directeur de la photographie : Giorgos Arvanitis
- Musique : Stamatis Kraounakis
- Montage : Takis Yannopoulos
- Sociétés de production : Centre du cinéma grec, ERT, Cinegram, Marianna Film
- Genre : Policier
- Durée : 1h45 minutes
- Date de sortie : 25 octobre 2002

## Distribution
- Nicos Arvanitis : Theofilos
- Theofania Papathoma : Sia
- Akilas Karazisis : Mikas